# Saint-Germain-des-Bois (Cher)
 Saint-Germain-des-Bois  es una población y comuna francesa, situada en la región de  Centro, departamento de Cher, en el distrito de Saint-Amand-Montrond y cantón de Dun-sur-Auron.

## Demografía
| 557 | 515 | 545 | 557 | 594 | 547 |
| Para los censos de 1962 a 1999 la población legal corresponde a la población sin duplicidades (Fuente: INSEE [Consultar]) |     |     |     |     |     |